# Камень из Южной Саккары
Камень из Южной Саккары — полустёртый перечень фараонов VI династии и результатов ежегодной переписи скота, обнаруженный в 1932 году французскими археологами на крышке базальтового саркофага Анхесенпепи I — супруги фараона Пепи I. Находка была сделана в самой западной комнате погребального комплекса другой супруги фараона, Ипут II. Этот список — один из первых в истории письменных документов исторического содержания.